# 內湖區福德祠
內湖六大角福德祠位於台灣台北市康寧路，為主祀福德正神之道教廟宇。該建物興建於1860年，今為位於台北內湖區之傳統廟宇建築。另外，該廟宇的組織型態為管理人制，祭典日期則是每年農曆之二月初三。

## 簡介
由於缺乏文獻記載，創設年代不詳。但可確定的是其為早期內湖庄漳州籍先民信仰的主要廟宇之一。
於清嘉慶三（西元1798）年所立的奉憲立碑(簡公碑)中記載著「…本庄福德宮…」，其中的「本庄」係指乾隆年間，墾荒業戶何士蘭所開闢的「內湖庄」，涵蓋範圍有內湖的中西部區域十六個行政里。在臺灣地區，同時出現官方告示碑.墓園和福德祠三者相處一地，堪稱首例。
福德祠神龕內供奉土地公、土地婆神像與簡公夫婦神主牌位。簡公神主牌上書寫「顯考妣諡侃直、淑惠，簡公陳氏二位神主」。簡公名乾恭，諡侃直，妻陳淑惠。清乾隆年間，是內湖開拓業戶何士蘭的佃農，畢生勤勞耕耘，田產面積約有一、二甲。晚年留有遺囑，稱將田產充作「…本庄福德宮為香燈（香油錢）…」。每年農曆二月初三日，祭拜六大角土地公和簡公夫婦，同時清掃簡公墓塚。

## 簡公碑
清嘉慶三年(1798)佃農簡乾恭立遺囑欲將所擁有的遺產田租，作為內湖庄六大角（梘頭、頂番仔陂、下番仔陂、港墘、山腳和新陂尾）福德祠香火錢.簡公忌祭和填補陂岸修蓋田寮費用。因遺產糾紛業戶莊耆（何士蘭家族和內湖庄六大角代表）代替告官。為防止日後簡姓族人冒繼控爭，特由官府李明心同知的批示立碑作曉諭。民國四十四年，重修福德祠。五十二年簡公墓園由附近山坡遷至現址。五十九年告示碑亦從他處遷到福德祠與墓園間的正後方。